# 中山街道 (咸阳市)
中山街道，是中华人民共和国陕西省咸陽市渭城区下辖的一个乡镇级行政单位。

## 行政区划
中山街道下辖以下地区：
渭阳路社区、东明街社区、西宁街社区、仪凤街社区、北大街社区和中山街社区。